# S'M'S
S'M'S è un singolo del duo musicale italiano Frassica & Cerruti, pubblicato nel 2007.

## Descrizione
Il singolo, scritto da Marco Marati e Ohad Rein, è stato arrangiato da Mauro Spina e Stefano Pulga e prodotto da Marati, Spina e Pulga. Il disco è stato pubblicato nel 2007 dalla Universal Music in un'unica edizione in formato CD con numero di catalogo 300 004 3, divenuta presto piuttosto rara.
Il brano è recitato da Nino Frassica e Alfredo Cerruti nello stile tipico dello studio project Squallor - che Cerruti ha portato avanti per più di vent'anni unitamente a Totò Savio, Daniele Pace e Giancarlo Bigazzi - e degli interventi come voce fuori campo alla trasmissione televisiva di Renzo Arbore e dello stesso Frassica Indietro tutta!.
La prima traccia, S'M'S è stata utilizzata per una serie di spot Wind natalizi, con protagonisti gli stessi Frassica e Cerruti (quest'ultimo come voce fuori campo), trasmessi su vari canali televisivi nel 2007. Gli spot, in onda a partire dal 18 novembre 2007 al ritmo di uno ogni tre giorni, vedevano infatti Nino Frassica ricevere telefonate da casa da improbabili telespettatori (una casalinga, una studentessa, un frate, un poliziotto, ecc.) interpretati tutti da Cerruti.
Lo stesso brano è stato incluso nella compilation promozionale Wind Winter Collection 4, pubblicata da Imusic nel 2007, collegata allo spot televisivo, e nella compilation Top Of The Spot 2008, pubblicata dalla Universal nel 2008.

## Tracce
1. S'M'S – 3:24 (Marco Marati, Ohad Rein)
2. S'M'S (Vaginex Mix) – 3:26 (Marco Marati, Ohad Rein)

Durata totale: 6:50

## Crediti
- Nino Frassica - voce
- Alfredo Cerruti - voce

## Edizioni
- 2007 - S'M'S (Universal Music, 300 004 3, CD)